# Брейзье, Мари Агнес Бернинстон
Мари Агнес Бернинстон Брейзье (1904, Великобритания — 1995, США) — американский и английский врач и нейрофизиолог, член Национальной АН США.

## Биография
Родилась Мари Брейзье  18 мая 1904 года в городке Уэстон-сьюпер-Мэр. 
В 1921 году поступила в Лондонский университет, который она окончила в 1926 году. С 1930 по 1940 год работала в Лондонском госпитале. В 1940 году переехала в США и устроилась на работу в Бостонский университет, где преподавала курс нейрофизиологии вплоть до 1960 года, одновременно с этим читала курсы нейрофизиологии в медицинских школах при Гарвардском университете (1946—60) и Массачусетском технологическом институте (1953—60). В 1960 году устроилась на работу в Институт по изучению мозга при Калифорнийском университете, где она занимала должность профессора вплоть до самой смерти, одновременно с этим работала консультантом Национального института здоровья США.
Скончалась Мари Брейзье 14 мая 1995 года городке Фалмут американского штата Массачусетс.

## Научные работы
Основные научные работы посвящены электрофизиологии и методам обработки ЭЭГ с помощью ЭВМ.
- Ряд работ посвящён истории развития электрофизиологии.

## Членство в обществах
- Главный секретарь ИБРО.
- Почётный член ряда научных обществ.
- Член Американской академии неврологии.